# Épiphane d'Ukraine
Pour les articles homonymes, voir Épiphane.
Le métropolite Épiphane (ukrainien : Митрополит Епіфаній, transcrit Epifaniy), de son nom d’état civil, Serhiy Petrovytch Doumenko (ukrainien : Думенко Сергій Петрович), né le 3 février 1979 à Vovkove (oblast d'Odessa), est le métropolite de Kiev et de toute l’Ukraine, primat de l'Église orthodoxe d'Ukraine.

## Biographie

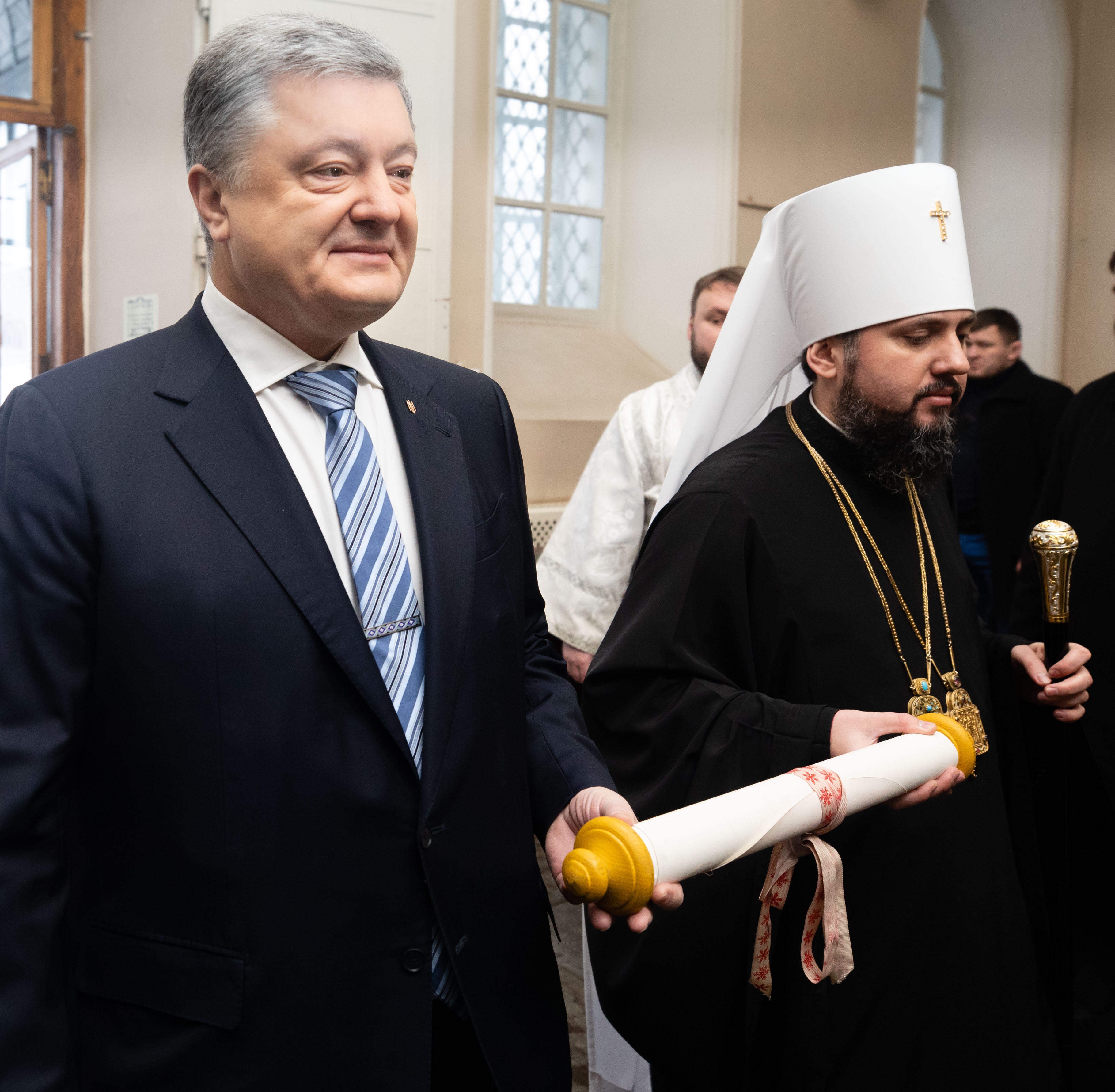
Épiphane et Petro Porochenko en janvier 2019.

Son nom religieux est une référence à Épiphane de Salamine.
Il est proclamé métropolite de l'Église orthodoxe d'Ukraine par un concile à Kiev le 15 décembre 2018,. Il était jusqu’alors le vicaire général de Philarète de Kiev, patriarche de l'Église orthodoxe ukrainienne - patriarcat de Kiev (EOU-PK). Il est intronisé primat de l'Église orthodoxe d'Ukraine le 3 février 2019, jour de ses 40 ans, dans la cathédrale Sainte-Sophie de Kiev.